# 谷貴矢
谷 貴矢（たに たかや）は、宝塚歌劇団に所属する演出家。

## 来歴
2011年、宝塚歌劇団に入団。
2016年、花組バウホール公演「アイラブアインシュタイン」で演出家デビュー。
2021年、花組「元禄バロックロック」で大劇場公演演出家デビュー。

## 宝塚歌劇団での舞台作品

### 大劇場作品
- 2021 - 2022年、花組『元禄バロックロック』[2]
- 2024年、星組『RRR×TAKA"R"AZUKA〜√Bheem〜（アールアールアール バイ タカラヅカ〜ルートビーム〜）』[4]
- 2024 - 2025年、花組『エンジェリックライ』[5]

### その他の劇場作品
- 2016年、花組『アイラブアインシュタイン』（バウホール）[1]
- 2018年、雪組『義経妖狐夢幻桜（よしつねようこむげんざくら）』（バウホール）[1]
- 2020年、月組『出島小宇宙戦争』（ドラマシティ・東京建物 Brillia HALL）[1]
- 2021年、月組『ダル・レークの恋』（TBS赤坂ACTシアター・ドラマシティ）[注釈 1][1]
- 2022年、月組『Rain on Neptune』（舞浜アンフィシアター）
- 2023年、星組『Le Rouge et le Noir〜赤と黒〜』（ドラマシティ・日本青年館）[注釈 1][6]

### 新人公演
- 2013年、月組『ルパン-ARSÈNE LUPIN-』[7]
- 2014年、星組『眠らない男・ナポレオン-愛と栄光の涯（はて）に-』[8]
- 2014年、星組『The Lost Glory -美しき幻影-』[9]
- 2015年、月組『1789-バスティーユの恋人たち-』[10]
- 2019年、星組『霧深きエルベのほとり』[11]
- 2022年、雪組『蒼穹の昴』[12]
- 2023年、星組『1789-バスティーユの恋人たち-』[13]